# Aliya Moldagulova
Aliya Nurmuhametqyzy Moldagulova (kazakh : Әлия Нұрмұхамедқызы Молдағұлова), née le 25 octobre 1925 et morte le 14 janvier 1944, est une combattante soviétique d'origine kazakh de la Seconde Guerre mondiale, Héroïne de l'Union soviétique.

## Biographie
Originaire de Bolaq (en), elle perd ses parents durant son enfance et est alors recueillie par un oncle vivant à Almaty où elle le rejoint. En 1935, la famille émigre à Léningrad. En 1939 elle est envoyée dans un l'orphelinat qui est évacué au lac Ladoga en 1942.
Le 1er octobre 1942, Aliya Moldagulova obtient une bourse pour étudier dans une école d'aéronautique. Après trois mois de scolarité, elle obtient une dérogation lui permettant d'intégrer l'Armée rouge.
En mai 1943, elle intègre une école de femmes-soldates où elle reçoit une formation de sniper. En juillet 1943, elle intègre une unité combattante. En janvier 1944, sa brigade tend une embuscade à des Allemands sur un chemin de fer près de Novosokolniki. Se rendant compte que le commandant de la brigade est porté disparu, elle prend la tête de l'unité et aurait crié « Pour la mère patrie ! Allons-y ! » et la brigade l'aurait alors suivi pour combattre les Allemands en corps à corps au cours desquels elle est blessée mortellement par balle. Elle est créditée de 91 tués au cours de sa carrière.
Elle est enterrée dans une fosse commune à Monakovo dans l'oblast de Pskov.

## Hommages
- Le 9 mai 1995, à l'occasion du cinquantième anniversaire de la fin de la Seconde Guerre mondiale, le Kazakhstan émet un timbre qui lui est dédié[4].

- En 1997, un monument en son hommage est érigée à Astana[5].

- Une statue lui rend hommage à Novossokolniki, là où elle a été tuée au combat.

- Il existe une rue Moldagulova à Moscou, ainsi qu'à Saint-Pétersbourg.

- L’aéroport d’Aktioubé porte son nom.